# Lagrange (Indiana)
Lagrange é uma cidade  localizada no estado americano de Indiana, no Condado de LaGrange.

## Demografia
Segundo o censo americano de 2000, a sua população era de 2919 habitantes.
Em 2006, foi estimada uma população de 2979, um aumento de 60 (2.1%).

## Geografia
De acordo com o United States Census Bureau tem uma área de
4,4 km², dos quais 4,4 km² cobertos por terra e 0,0 km² cobertos por água. Lagrange localiza-se a aproximadamente 261 m acima do nível do mar.

## Localidades na vizinhança
O diagrama seguinte representa as localidades num raio de 20 km ao redor de Lagrange.